# Progress Wrestling/Veranstaltungen
Die Liste der Veranstaltungen von Progress Wrestling beinhaltet alle Veranstaltungen, bei denen die britische Wrestling-Promotion Progress Wrestling als Veranstalter auftrat.

## 2012
| Veranstaltungsname                 | Datum         | Halle      | Ort                  | Hauptkampf                                                                             | Ref.  |
| ---------------------------------- | ------------- | ---------- | -------------------- | -------------------------------------------------------------------------------------- | ----- |
| Chapter 1: In the Beginning        | 25. März 2012 | The Garage | Highbury, London     | Nathan Cruz vs. El Ligero vs. Marty Scurll vs. Mike Mason um den Progress Championship | [ 1 ] |
| Chapter 2: The March of Progress   | 26. Juni 2012 | The Garage | Highbury, London     | Nathan Cruz vs. Marty Scurll um den Progress Championship                              | [ 2 ] |
| Chapter 3: Fifty Shades of Pain    | 30. Sep. 2012 | The Garage | Highbury, London     | Dave Mastiff und Greg Burridge vs. El Ligero und Nathan Cruz                           | [ 3 ] |
| Chapter 4: The Ballad of El Ligero | 25. Nov. 2012 | The Dome   | Tufnell Park, London | El Ligero vs. Nathan Cruz um den Progress Championship                                 | [ 4 ] |

## 2013
| Veranstaltungsname                                           | Datum         | Halle       | Ort              | Hauptkampf                                                            | Ref.   |
| ------------------------------------------------------------ | ------------- | ----------- | ---------------- | --------------------------------------------------------------------- | ------ |
| Chapter 5: For Those About to Fight, We Salute You           | 27. Jan. 2013 | The Garage  | Highbury, London | The London Riots vs. The Leaders of the New School                    | [ 5 ]  |
| Chapter 6: We ♥ Violence                                     | 31. März 2013 | The Garage  | Highbury, London | El Ligero vs. Ricochet um den Progress Championship                   | [ 6 ]  |
| Chapter 7: Every Saint Has a Past, Every Sinner Has a Future | 19. Mai 2013  | The Garage  | Highbury, London | Screw Indy Wrestling vs. Dave Mastiff, Marty Scurll und Paul Robinson | [ 7 ]  |
| Chapter 8: The Big Boys Guide to Strong Style                | 28. Juli 2013 | The Garage  | Highbury, London | Rampage Brown vs. El Ligero um den Progress Championship              | [ 8 ]  |
| ENDVR:1                                                      | 1. Sep. 2013  | The Bedford | Balham, London   | Eddie Dennis vs. Darrell Allen                                        | [ 9 ]  |
| Chapter 9: Hold Me, Thrill Me, Kick Me, Kill Me              | 29. Sep. 2013 | The Garage  | Highbury, London | Rampage Brown vs. Doug Williams um den Progress Championship          | [ 10 ] |
| ENDVR:2                                                      | 17. Nov. 2013 | The Bedford | Balham, London   | The Bhangra Knights vs. The Burden of Justice                         | [ 11 ] |
| Chapter 10: Glory Follows Virtue As If It Were Its Shadow    | 24. Nov. 2013 | The Garage  | Highbury, London | Jimmy Havoc vs. Mark Andrews um den Progress Championship             | [ 12 ] |

## 2014
| Veranstaltungsname                                                                | Datum         | Halle             | Ort                      | Hauptkampf                                                                                 | Ref.   |
| --------------------------------------------------------------------------------- | ------------- | ----------------- | ------------------------ | ------------------------------------------------------------------------------------------ | ------ |
| Chapter 11: To Fight War, You Must Become War                                     | 26. Jan. 2014 | The Garage        | Highbury, London         | Jimmy Havoc vs. Zack Sabre Jr. um den Progress Championship                                | [ 13 ] |
| ENDVR:3                                                                           | 2. Feb. 2014  | The Bedford       | Balham, London           | Eddie Dennis vs. Rob Lynch                                                                 | [ 14 ] |
| Chapter 12: We’re Gonna Need a Bigger Room                                        | 30. März 2014 | Electric Ballroom | Camden Town, London      | Jimmy Havoc vs. El Ligero vs. Marty Scurll vs. Rampage Brown um den Progress Championship  | [ 15 ] |
| ENDVR:4                                                                           | 13. Apr. 2014 | The Bedford       | Balham, London           | Eddie Dennis vs. Josh Bodom vs. William Eaver                                              | [ 16 ] |
| Chapter 13: Unbelievable Jeff                                                     | 18. Apr. 2014 | Electric Ballroom | Camden Town, London      | Jimmy Havoc vs. Mark Andrews um den Progress Championship                                  | [ 17 ] |
| ENDVR:5                                                                           | 29. Juni 2014 | The Garage        | Highbury, London         | Regression vs. Chuck Mambo, Joey Lakeside, Pete Dunne und Will Ospreay                     | [ 18 ] |
| Progress World Cup                                                                | 29. Juni 2014 | The Garage        | Highbury, London         | Noam Dar vs. Rampage Brown                                                                 | [ 19 ] |
| Sonisphere Festival                                                               | 7. Apr. 2014  | Knebworth House   | Stevenage, Hertfordshire | Dave Mastiff vs. Mark Haskins                                                              | [ 20 ] |
| Sonisphere Festival                                                               | 5. Juli 2014  | Knebworth House   | Stevenage, Hertfordshire | Mark Andrews vs. Darrell Allen                                                             | [ 21 ] |
| Sonisphere Festival                                                               | 6. Juli 2014  | Knebworth House   | Stevenage, Hertfordshire | Eddie Dennis, Rampage Brown und Tommy End vs. James Davis, Jimmy Havoc und Michael Gilbert | [ 22 ] |
| Chapter 14: Thunderbastard                                                        | 27. Juli 2014 | Electric Ballroom | Camden Town, London      | Samoa Joe vs. Rampage Brown                                                                | [ 23 ] |
| ENDVR:6                                                                           | 9. Juli 2014  | The Bedford       | Balham, London           | Jimmy Havoc und Paul Robinson vs. Joey Lakeside und Will Ospreay                           | [ 24 ] |
| Chapter 15: Just Because You’re Paranoid, Doesn’t Mean They Aren't Out To Get You | 28. Sep. 2014 | Electric Ballroom | Camden Town, London      | Eddie Dennis, Mark Andrews, Noam Dar und Will Ospreay vs. Regression                       | [ 25 ] |
| ENDVR:7                                                                           | 2. Nov. 2014  | The Bedford       | Balham, London           | Ali Armstrong vs. Isaac Zercher                                                            | [ 26 ] |
| Chapter 16: Very Very Very Breaky Breaky Breaky Bishi Bishiii                     | 30. Nov. 2014 | Electric Ballroom | Camden Town, London      | Jimmy Havoc vs. Dave Mastiff vs. Rampage Brown um den Progress Championship                | [ 27 ] |

## 2015
| Veranstaltungsname                                                   | Datum         | Halle             | Ort                              | Hauptkampf | Ref.   |
| -------------------------------------------------------------------- | ------------- | ----------------- | -------------------------------- | --- | ------ |
| ENDVR:8                                                              | 4. Jan. 2015  | The Garage        | Highbury, London                 | Zack Sabre Jr. vs. Sebastian                                                                                               | [ 28 ] |
| Chapter 17: Harder, Better, Faster, Stronger                         | 4. Jan. 2015  | Electric Ballroom | Camden Town, London              | Jimmy Havoc vs. Will Ospreay um den Progress Championship                                                                  | [ 29 ] |
| ENDVR:9                                                              | 1. März 2015  | The Bedford       | Balham, London                   | Sweet Jesus vs. The Faceless um den Progress Tag Team Championship                                                         | [ 30 ] |
| Chapter 18: The Show We Can’t Call PROGRESSleMania for Legal Reasons | 15. März 2015 | Electric Ballroom | Camden Town, London              | Jimmy Havoc vs. Dave Mastiff vs. Marty Scurll vs. Noam Dar vs. Paul Robinson vs. Will Ospreay um den Progress Championship | [ 31 ] |
| ENDVR:10                                                             | 19. Apr. 2015 | The Garage        | Highbury, London                 | Eddie Dennis vs. Mason Ryan                                                                                                | [ 32 ] |
| Chapter 19: Super Strong Style 16                                    | 24. Mai 2015  | Electric Ballroom | Camden Town, London              | The London Riots vs. Jimmy Havoc and Paul Robinson                                                                         | [ 33 ] |
| Chapter 19: Super Strong Style 16                                    | 25. Mai 2015  | Electric Ballroom | Camden Town, London              | Will Ospreay vs. Zack Sabre Jr.                                                                                            | [ 34 ] |
| Download-Festival                                                    | 10. Juni 2015 | Donington Park    | Castle Donington, Leicestershire | William Eaver vs. Kyle Ashmore vs. Wild Boar                                                                               | [ 35 ] |
| Download-Festival                                                    | 11. Juni 2015 | Donington Park    | Castle Donington, Leicestershire | Noam Dar vs. Kenny Williams                                                                                                | [ 36 ] |
| Download-Festival                                                    | 13. Juni 2015 | Donington Park    | Castle Donington, Leicestershire | William Eaver vs. Chuck Mambo vs. Damon Moser vs. Kyle Ashmore vs. Tom Irvin                                               | [ 37 ] |
| Download-Festival                                                    | 14. Juni 2015 | Donington Park    | Castle Donington, Leicestershire | James Davis vs. Tom Irvin                                                                                                  | [ 38 ] |
| ENDVR:11                                                             | 21. Juni 2015 | The Garage        | Highbury, London                 | Zack Sabre Jr. vs. William Eaver                                                                                           | [ 39 ] |
| Chapter 20: Thunderbastard - Beyond Thunderbastard                   | 26. Juni 2015 | Electric Ballroom | Camden Town, London              | Will Ospreay vs. Jimmy Havoc um den Progress Championship                                                                  | [ 40 ] |
| PTNTL:1                                                              | 11. Aug. 2015 | The Bedford       | Balham, London                   | yle Ashmore, Chuck Mambo und William Eaver vs. Daytona, Isaac Zercher und Shen Woo                                         | [ 41 ] |
| PTNTL:2                                                              | 27. Aug. 2015 | The Bedford       | Balham, London                   | Jack Sexsmith, Sebastian und Tom Irvin vs. Damon Moser, Darrell Allen und Earl Black Jr.                                   | [ 42 ] |
| Chapter 21: You Know We Don’t Like To Use The Sit Down Gun           | 6. Sep. 2015  | Electric Ballroom | Camden Town, London              | Will Ospreay vs. Mark Haskins um den Progress Championship                                                                 | [ 43 ] |
| ENDVR:12                                                             | 13. Sep. 2015 | The Garage        | Highbury, London                 | The GZRS vs. Martin Kirby und Rampage Brown                                                                                | [ 44 ] |
| Chapter 22: Trust, Encouragement, Reward, Loyalty, Satisfaction      | 18. Okt. 2015 | Electric Ballroom | Camden Town, London              | Will Ospreay vs. Paul Robinson um den Progress Championship                                                                | [ 45 ] |
| ENDVR:13                                                             | 1. Nov. 2015  | The Garage        | Highbury, London                 | Pollyanna und Toni Storm vs. Elizabeth und Jinny                                                                           | [ 46 ] |
| PTNTL:3                                                              | 25. Nov. 2015 | Nambucca          | Holloway, London                 | Kyle Ashmore, Chuck Mambo und William Eaver vs. Damon Moser, Jack Sexsmith und Shen Woo                                    | [ 47 ] |
| Chapter 23: What a Time to Be Alive!                                 | 29. Nov. 2015 | Electric Ballroom | Camden Town, London              | Will Ospreay vs. Mark Andrews um den Progress Championship                                                                 | [ 48 ] |
| Chapter 24: Hit the North                                            | 6. Dez. 2015  | O2 Ritz           | Manchester, Greater Manchester   | Will Ospreay vs. Morgan Webster vs. Zack Gibson um den Progress Championship                                               | [ 49 ] |

## 2016
| Veranstaltungsname                                        | Datum         | Halle             | Ort                            | Hauptkampf | Ref.   |
| --------------------------------------------------------- | ------------- | ----------------- | ------------------------------ | --- | ------ |
| ENDVR:14                                                  | 3. Jan. 2016  | The Garage        | Highbury, London               | Eddie Dennis vs. Dave Mastiff | [ 50 ] |
| Chapter 25: Chat Shit Get Banged                          | 24. Jan. 2016 | Electric Ballroom | Camden Town, London            | Marty Scurll vs. Will Ospreay um den Progress Championship | [ 51 ] |
| Chapter 26: Unknown Pleasures                             | 14. Feb. 2016 | O2 Ritz           | Manchester, Greater Manchester | Marty Scurll vs. Mark Haskins um den Progress Championship | [ 52 ] |
| ENDVR:15                                                  | 13. März 2016 | The Garage        | Highbury, London               | Jinny vs. Leva Bates | [ 53 ] |
| Chapter 27: The Lost Art of Suffering                     | 27. März 2016 | Electric Ballroom | Camden Town, London            | Marty Scurll vs. Eddie Dennis vs. Mark Andrews vs. Mark Haskins vs. Morgan Webster vs. Paul Robinson vs. Rampage Brown vs. Will Ospreay vs. Zack Gibson um den Progress Championship | [ 54 ] |
| Chapter 28: Please, Please, Please Let Me Get What I Want | 10. Apr. 2016 | O2 Ritz           | Manchester, Greater Manchester | The Origin vs. FSU um den Progress Tag Team Championship | [ 55 ] |
| Chapter 29: Practically Progress In Every Way             | 24. Apr. 2016 | Electric Ballroom | Camden Town, London            | Marty Scurll vs. Tommy End um den Progress Championship | [ 56 ] |
| ENDVR:16                                                  | 15. Mai 2016  | The Garage        | Highbury, London               | Paul Robinson vs. Wild Boar | [ 57 ] |
| Chapter 30: Super Strong Style 16                         | 26. Mai 2016  | Electric Ballroom | Camden Town, London            | The London Riots vs. The Origin um den Progress Tag Team Championship | [ 58 ] |
| Chapter 30: Super Strong Style 16                         | 30. Mai 2016  | Electric Ballroom | Camden Town, London            | Tommy End vs. Mark Andrews | [ 59 ] |
| Chapter 31: All Hail the New Puritans                     | 19. Juni 2016 | O2 Ritz           | Manchester, Greater Manchester | Marty Scurll vs. Chris Hero um den Progress Championship | [ 60 ] |
| Chapter 32: 5000 to 1                                     | 26. Juni 2016 | Electric Ballroom | Camden Town, London            | William Eaver vs. Marty Scurll um den Progress Championship | [ 61 ] |
| Chapter 33: Malice in Wonderland                          | 31. Juli 2016 | Electric Ballroom | Camden Town, London            | Marty Scurll vs. William Eaver um den Progress Championship | [ 62 ] |
| PTNTL:4                                                   | 8. Aug. 2016  | The Bedford       | Balham, London                 | Damon Moser vs. Earl Black Jr. | [ 63 ] |
| ENDVR:17                                                  | 9. Aug. 2016  | The Bedford       | Balham, London                 | Raymond Rowe vs. Travis Banks | [ 64 ] |
| Chapter 34: Keep It Unreal                                | 14. Aug. 2016 | O2 Ritz           | Manchester, Greater Manchester | Zack Sabre Jr. vs. Will Ospreay | [ 65 ] |
| Chapter 35: Writing Nirvana on Other People’s Bags        | 28. Aug. 2016 | Electric Ballroom | Camden Town, London            | Marty Scurll vs. Mark Andrews um den Progress Championship | [ 66 ] |
| Chapter 36: We’re Gonna Need a Bigger Room… Again         | 25. Sep. 2016 | O2 Academy        | Brixton, London                | Mark Haskins vs. Marty Scurll vs. Tommy End um den Progress Championship | [ 67 ] |
| Chapter 37: A Sudden Sense of Liberty                     | 16. Okt. 2016 | O2 Ritz           | Manchester, Greater Manchester | Mark Haskins vs. Zack Gibson um den Progress Championship | [ 68 ] |
| Chapter 38: When Men Throw Men at Men                     | 30. Okt. 2016 | Electric Ballroom | Camden Town, London            | Mark Haskins vs. Jimmy Havoc vs. Marty Scurll um den Progress Championship | [ 69 ] |
| PTNTL:5 (Freedom’s Road)                                  | 14. Nov. 2016 | The Bedford       | Balham, London                 | Damon Moser vs. Spike Trivet | [ 70 ] |
| ENDVR:18 (Freedom’s Road)                                 | 15. Nov. 2016 | The Bedford       | Balham, London                 | Damon Moser vs. Kyle Ashmore | [ 71 ] |
| Chapter 39: The Graps of Wrath                            | 27. Nov. 2016 | Electric Ballroom | Camden Town, London            | Pete Dunne vs. Jimmy Havoc vs. Matt Riddle vs. Sebastian vs. TK Cooper vs. Travis Banks vs. Trent Seven um den Progress Championship                                                 | [ 72 ] |
| Chapter 40: Intercepted Angel                             | 11. Dez. 2016 | O2 Academy        | Sheffield, South Yorkshire     | Pete Dunne vs. Zack Sabre Jr., Progress Championship | [ 73 ] |
| Chapter 41: Unboxing Live!                                | 30. Dez. 2016 | Electric Ballroom | Camden Town, London            | Jimmy Havoc vs. Will Ospreay | [ 74 ] |

## 2017
| Veranstaltungsname                                            | Datum         | Halle                    | Ort                                          | Hauptkampf                                                                                       | Ref.   |
| ------------------------------------------------------------- | ------------- | ------------------------ | -------------------------------------------- | ------------------------------------------------------------------------------------------------ | ------ |
| Chapter 42: Life, the Universe and Wrestling                  | 15. Jan. 2017 | O2 Academy               | Birmingham, West Midlands                    | Matt Riddle vs. Rampage Brown um den Progress Atlas Championship                                 | [ 75 ] |
| Chapter 43: Tropic Thunderbastard                             | 29. Jan. 2017 | Electric Ballroom        | Camden Town, London                          | Jimmy Havoc vs. Pete Dunne um den Progress Championship                                          | [ 76 ] |
| Chapter 44: Old Man Yells at Cloud                            | 26. Feb. 2017 | Electric Ballroom        | Camden Town, London                          | Jimmy Havoc, Mark Haskins und Morgan Webster vs. British Strong Style                            | [ 77 ] |
| Freedom’s Road                                                | 6. März 2017  | The Dome                 | Tufnell Park, London                         | Matt Riddle vs. TK Cooper                                                                        | [ 78 ] |
| Freedom’s Road                                                | 7. März 2017  | The Dome                 | Tufnell Park, London                         | Matt Riddle vs. Rob Lynch um den Progress Atlas Championship                                     | [ 79 ] |
| Chapter 45: Galvanize                                         | 19. März 2017 | O2 Ritz                  | Manchester, Greater Manchester               | Pete Dunne vs. Jimmy Havoc um den Progress Championship                                          | [ 80 ] |
| Chapter 46: I Like to Chill Out Here and Shoot Some Dinosaurs | 26. März 2017 | Electric Ballroom        | Camden Town, London                          | Pete Dunne vs. Mark Andrews um den Progress Championship                                         | [ 81 ] |
| Progress: Orlando                                             | 31. März 2017 | Orlando Live Events      | Fern Park, Florida Vereinigte Staaten        | Pete Dunne vs. Mark Haskins um den Progress Championship                                         | [ 82 ] |
| Chapter 47: Complicated Simplicity                            | 27. Apr. 2017 | Electric Ballroom        | Camden Town, London                          | British Strong Style vs. Ringkampf um die Progress Championship & Progress Tag Team Championship | [ 83 ] |
| Chapter 48: Bang the Drum                                     | 14. Mai 2017  | O2 Ritz                  | Manchester, Greater Manchester               | Pete Dunne vs. Mark Andrews vs. Mark Haskins um den Progress Championship                        | [ 84 ] |
| Chapter 49: Super Strong Style 16                             | 27. Mai 2017  | Electric Ballroom        | Camden Town, London                          | Matt Riddle vs. Trent Seven                                                                      | [ 85 ] |
| Chapter 49: Super Strong Style 16                             | 28. Mai 2017  | Electric Ballroom        | Camden Town, London                          | Toni Storm vs. Jinny vs. Laura Di Matteo um den Progress Women’s Championship                    | [ 86 ] |
| Chapter 49: Super Strong Style 16                             | 29. Mai 2017  | Electric Ballroom        | Camden Town, London                          | Travis Banks vs. Tyler Bate                                                                      | [ 87 ] |
| Chapter 50: I Give It Six Months                              | 25. Juni 2017 | Electric Ballroom        | Camden Town, London                          | CCK vs. British Strong Style um den Progress Tag Team Championship                               | [ 88 ] |
| Freedom’s Road                                                | 27. Juni 2017 | The Dome                 | Tufnell Park, London                         | Darrell Allen vs. Earl Black Jr.                                                                 | [ 89 ] |
| Progress: Cologne                                             | 1. Juli 2017  | Live Music Hall          | Köln, Nordrhein-Westfalen Deutschland        | Matt Riddle vs. Jurn Simmons um den Progress Atlas Championship                                  | [ 90 ] |
| Chapter 51: Screaming for Progress                            | 9. Juli 2017  | O2 Academy               | Birmingham, West Midlands                    | British Strong Style vs. CCK um den Progress Tag Team Championship                               | [ 91 ] |
| Chapter 52: Vote Pies                                         | 23. Juli 2017 | O2 Ritz                  | Manchester, Greater Manchester               | British Strong Style vs. War Machine um den Progress Tag Team Championship                       | [ 92 ] |
| Chapter 53: Fate Loves the Fearless                           | 30. Juli 2017 | Electric Ballroom        | Camden Town, London                          | Keith Lee vs. Travis Banks                                                                       | [ 93 ] |
| Progress: New York City                                       | 12. Aug. 2017 | Elmcor Recreation Centre | New York City, New York Vereinigte Staaten   | Matt Riddle vs. WALTER um den Progress Atlas Championship                                        |        |
| Progress: Boston                                              | 13. Aug. 2017 | Arts at the Armory       | Somerville, Massachusetts Vereinigte Staaten | British Strong Style vs. Ringkampf, Progress Tag Team Championship                               |        |
| Chapter 54: Go to Your God Like a Soldier                     | 27. Aug. 2017 | Electric Ballroom        | Camden Town, London                          | Travis Banks und Pete Dunne vs. Mark Haskins und Jimmy Havoc                                     |        |
| Chapter 55: Chase the Sun                                     | 10. Sep. 2017 | Alexandra Palace         | Alexandra Park, London                       | Pete Dunne vs. Travis Banks um den Progress Championship                                         | [ 94 ] |
| Revelations of a Divine Love                                  | 2. Okt. 2017  | The Dome                 | Tufnell Park, London                         | Charli Evans vs. Jinny                                                                           |        |
| Chapter 56: La Danse Macabre                                  | 29. Okt. 2017 | Electric Ballroom        | Camden Town, London                          | Travis Banks vs. Keith Lee um den Progress Championship                                          |        |
| Chapter 57: Enter Smiling                                     | 13. Nov. 2017 | O2 Ritz                  | Manchester, Greater Manchester               | Travis Banks vs. Mark Andrews um den Progress Championship                                       |        |
| Live at the Dome                                              | 15. Nov. 2017 | The Dome                 | Tuffnell Park                                | Eddie Dennis vs. Chuck Mambo                                                                     |        |
| Chapter 58: Live Your Best Life                               | 26. Nov. 2017 | Electric Ballroom        | Camden Town, London                          | CCK vs. Grizzled Young Veterans um den Progress Tag Team Championship                            |        |
| Chapter 59: Whatever People Say We Are That’s What We’re Not  | 10. Dez. 2017 | O2 Academy               | Sheffield, South Yorkshire                   | Travis Banks vs. Eddie Dennis, Progress Championship                                             |        |
| Live at the Dome #2                                           | 13. Dez. 2017 | The Dome                 | Tufnell Park, London                         | Chris Brookes vs. David Starr                                                                    |        |
| Chapter 60: Unboxing Live! 2 – Unbox Harder!                  | 30. Dez. 2017 | Electric Ballroom        | Camden Town, London                          | Pete Dunne vs. Jack Gallagher um die WWE United Kingdom Championship                             |        |

## 2018
| Veranstaltungsname                                     | Datum         | Halle                                   | Ort                                            | Hauptkampf | Ref. |
| ------------------------------------------------------ | ------------- | --------------------------------------- | ---------------------------------------------- | --- | ---- |
| Live at the Dome #3                                    | 10. Jan. 2018 | The Dome                                | Tufnell Park, London                           | Maverick Mayhew vs. Connor Mills                                                                                      |      |
| Chapter 61: Don’t Touch Me … Don’t … Don’t Touch Me    | 14. Jan. 2018 | O2 Academy                              | Birmingham, West Midlands                      | Travis Banks vs. Chris Brookes um den Progress World Title                                                            |      |
| Chapter 62: Fear No More, Come to Dust                 | 28. Jan. 2018 | Electric Ballroom                       | Camden Town, London                            | Walter vs. Timothy Thatcher um den Progress Atlas Title                                                               |      |
| Live at the Dome #4                                    | 7. Feb. 2018  | The Dome                                | Tufnell Park, London                           | Mark Davis vs. Kyle Fletcher                                                                                          |      |
| Chapter 63: Take Me Underground                        | 11. Jan. 2018 | O2 Ritz                                 | Manchester, Greater Manchester                 | Travis Banks vs. Chris Brookes vs. TK Cooper um den Progress World Title                                              |      |
| Chapter 64: Thunderbastards Are Go!                    | 25. Feb. 2018 | Electric Ballroom                       | Camden Town, London                            | Travis Banks vs. Matt Riddle um den Progress World Title                                                              |      |
| Live at the Dome #5                                    | 14. März 2018 | The Dome                                | Tufnell Park, London                           | Drew Parker vs. Spike Trivet                                                                                          |      |
| Chapter 65: Have Some Faith in the Sound               | 25. März 2018 | Electric Ballroom                       | Camden Town, London                            | Travis Banks vs. Morgan Webster um den Progress World Title                                                           |      |
| Chapter 66: Mardi Graps                                | 6. Apr. 2018  | Pontchartrain Convention & Civic Center | Kenner, Louisiana, Vereinigte Staaten          | Travis Banks vs. Shane Strickland um den Progress World Title                                                         |      |
| Chapter 67: Bourbon Is Also a Biscuit                  | 7. Apr. 2018  | Pontchartrain Convention & Civic Center | Kenner, Louisiana, Vereinigte Staaten          | Travis Banks vs. Jeff Cobb um den Progress World Title                                                                |      |
| Chapter 68: Super Strong Style 16 (3 Tage)             | 5. Mai 2018   | Alexandra Palace                        | London                                         | Super Strong Style 16 Tournament 2018 – Runde 1                                                                       |      |
| Chapter 68: Super Strong Style 16 (3 Tage)             | 6. Mai 2018   | Alexandra Palace                        | London                                         | Travis Banks vs. Walter um den Progress World Title                                                                   |      |
| Chapter 68: Super Strong Style 16 (3 Tage)             | 7. Mai 2018   | Alexandra Palace                        | London                                         | Super Strong Style 16 Tournament 2018 Final Match: Zack Sabre Jr. vs. Kassius Ohno                                    |      |
| Chapter 69: Be Here Now                                | 7. Apr. 2018  | Victoria Warehouse                      | Manchester, Greater Manchester                 | Toni Storm vs. Jinny um den Progress Women’s Title                                                                    |      |
| Chapter 70: May 27th 1978                              | 27. Mai 2018  | Electric Ballroom                       | London                                         | Matt Cross vs. Adam Brooks                                                                                            |      |
| Chapter 71: F.E.E.L.I.N.G.C.A.L.L.E.D.P.R.O.G.R.E.S.S. | 10. Juni 2018 | O2 Academy Sheffield                    | Sheffield, South Yorkshire                     | Jinny vs. Dakota Kai um den Progress Women’s Title                                                                    |      |
| Progress World Cup 2018                                | 13. Juni 2018 | The Dome                                | London                                         | World Cup 2018 Final Match: Adam Brooks vs. Chuck Mambo                                                               |      |
| Chapter 72: Got Got Need                               | 24. Juni 2018 | Electric Ballroom                       | London                                         | Natural Progression Series V Final Match: Mark Davis vs. Chris Ridgeway                                               |      |
| Chapter 73: Fourth Shade of Green                      | 15. Juli 2018 | O2 Academy Birmingham                   | Birmingham, West Midlands                      | Jimmy Havoc vs. Drew Parker (No DQ Match)                                                                             |      |
| Live at the Dome #6                                    | 18. Juli 2018 | The Dome                                | London                                         | Thunderbastard Tag Team Series Match: David Starr & Jack Sexsmith vs. M&M (Connor Mills & Maverick Mayhew)            |      |
| Chapter 74: Mid Week Matters                           | 25. Juli 2018 | Electric Ballroom                       | London                                         | Travis Banks vs. Walter um den Progress World Title (No Count Out Match)                                              |      |
| Coast to Coast Tour - Tag 1                            | 4. Aug. 2018  | 2300 Arena                              | Philadelphia, Pennsylvania, Vereinigte Staaten | ECW Rules Match: Jimmy Havoc vs. Rickey Shane Page                                                                    |      |
| Coast to Coast Tour - Tag 2                            | 5. Aug. 2018  | Melrose Memorial Hall                   | Melrose, Massachusetts, Vereinigte Staaten     | Tyler Bate vs. Matt Riddle                                                                                            |      |
| Coast to Coast Tour - Tag 3                            | 7. Aug. 2018  | La Boom                                 | New York City, New York, Vereinigte Staaten    | Brody King, Eddie Kingston & Jimmy Havoc vs. British Strong Style (Pete Dunne, Trent Seven & Tyler Bate)              |      |
| Coast to Coast Tour - Tag 4                            | 9. Aug. 2018  | Washington Hall                         | Seattle, Washington, Vereinigte Staaten        | Walter vs. Jimmy Havoc um den Progress World Title                                                                    |      |
| Coast to Coast Tour - Tag 5                            | 11. Aug. 2018 | Cicero Stadium                          | Chicago, Illinois, Vereinigte Staaten          | Walter vs. Eddie Dennis um den Progress World Title                                                                   |      |
| Coast to Coast Tour - Tag 6                            | 12. Aug. 2018 | Knights of Columbus Hall                | Liviona, Michigan, Vereinigte Staaten          | Bandido & Flamita (c) vs. Grizzled Young Veterans (James Drake & Zack Gibson) um den Progress Tag Team Title          |      |
| Chapter 75: These Violent Delights Have Violent Ends   | 27. Aug. 2018 | Electric Ballroom                       | London                                         | Jimmy Havoc vs. Will Ospreay                                                                                          |      |
| Progress Germany Tour 2018: Hamburg                    | 31. Aug. 2018 | Markthalle                              | Hamburg, Deutschland                           | Chris Brookes, David Starr & WALTER vs. Absolute Andy, Bobby Gunns & Marius Al-Ani                                    |      |
| Progress Germany Tour 2018: Hannover                   | 1. Sep. 2018  | Turbinenhalle 2                         | Hannover, Nordrhein-Westfalen, Deutschland     | WALTER vs. Zack Gibson um den Progress World Title                                                                    |      |
| Progress Germany Tour 2018: Frankfurt                  | 2. Sep. 2018  | Batschkapp                              | Frankfurt am Main, Hessen, Deutschland         | British Strong Style (Pete Dunne, Trent Seven & Tyler Bate) vs. The 198 (Morgan Webster & Wild Boar) & Avalanche      |      |
| Chapter 76: Hello Wembley!                             | 30. Sep. 2018 | The SSE Arena Wembley                   | Wembley, Greater London                        | Walter vs. Tyler Bate um den Progress World Title                                                                     |      |
| Chapter 77: Pumpkin Spice PROGRESS                     | 28. Okt. 2018 | Electric Ballroom                       | London                                         | Walter vs. Zack Sabre Jr. um den Progress World Title                                                                 |      |
| Chapter 78: 24 Hour Progress People                    | 11. Nov. 2018 | O2 Ritz                                 | Manchester, Greater Manchester                 | Walter vs. Mark Haskins um den Progress World Title                                                                   |      |
| Chapter 79: One Big Neck With Sausage Hands            | 11. Nov. 2018 | Electric Ballroom                       | London                                         | Travis Banks vs. David Starr                                                                                          |      |
| Chapter 80: Gods and Monsters                          | 8. Dez. 2018  | O2 Ritz                                 | Manchester, Greater Manchester                 | Latin American Exchange (Ortiz & Santana) vs. CCK (Chris Brookes & Jonathan Gresham)                                  |      |
| Chapter 81: Pour Some PROGRESS On Me                   | 9. Dez. 2018  | O2 Academy Sheffield                    | Sheffield, South Yorkshire                     | Aussie Open (Kyle Fletcher & Mark Davis) vs. Latin American Exchange (Ortiz & Santana) um den Progress Tag Team Title |      |
| Chapter 82: Unboxing Live! 3 - A Dukla Prague Away Kit | 9. Dez. 2018  | Electric Ballroom                       | London                                         | Tyler Bate vs. Pete Dunne                                                                                             |      |

## Als Mitveranstalter
Neben ihren eigenen Veranstaltungen trat Progress auch als Mitveranstalter auf.
| Veranstaltungsname                       | Gastgeber                | Datum         | Halle                            | Ort                                    | Hauptkampf | Ref.    |
| ---------------------------------------- | ------------------------ | ------------- | -------------------------------- | -------------------------------------- | --- | ------- |
| Future ENDVR #1                          | IPW:UK                   | 8. Juni 2014  | White Oak Leisure Centre         | Swanley, Kent                          | 30-Mann-Battle-Royal                                                                                               | [ 95 ]  |
| Uncensored                               | Smash                    | 16. Sep. 2016 | Oshawa Music Hall                | Oshawa, Ontario Kanada                 | The London Riots vs. Facade und the Space Monkey                                                                   | [ 96 ]  |
| Smash vs. Progress                       | Smash                    | 17. Sep. 2016 | Franklin Horner Community Centre | Toronto, Ontario Kanada                | Mark Haskins vs. Brent Banks um den Smash Championship                                                             | [ 97 ]  |
| Smash vs. Progress                       | Smash                    | 18. Sep. 2016 | Franklin Horner Community Centre | Toronto, Ontario Kanada                | Scotty O’Shea vs. Brent Banks                                                                                      | [ 98 ]  |
| WrestleMania Axxess 2017                 | WWE                      | 31. März 2017 | Orange County Convention Centre  | Orlando, Florida Vereinigte Staaten    | Daria Berenato vs. Macey Estrella                                                                                  | [ 99 ]  |
| Mercury Rising 2017: Evolve vs. Progress | WWNLive                  | 1. Apr. 2017  | Orlando Live Events              | Fern Park, Florida Vereinigte Staaten  | Matt Riddle vs. Fred Yehi vs. Jon Davis vs. Parrow vs. Timothy Thatcher vs. Tracy Williams um den WWN Championship | [ 100 ] |
| EPW/PROGRESS                             | Explosive Pro Wrestling  | 18. Apr. 2018 | Vasto Club                       | Balcatta, Western Australia Australien | Michael Morleone vs. Jimmy Havoc um den EPW Heavyweight Title                                                      |         |
| MCW/PROGRESS                             | Melbourne City Wrestling | 20. Apr. 18   |                                  | Thornbury, Victoria Australien         | Travis Banks vs. Elliot Sexton vs. JXT um den Progress World Title                                                 |         |
| PWA Black Label/PROGRESS                 | PWA Black Label          | 23. Apr. 2018 | The Star Sydney                  | Sydney, New South Wales Australien     | Travis Banks vs. Robbie Eagles                                                                                     |         |